# Nová Ves (ort i Tjeckien, Södra Böhmen, lat 48,95, long 14,25)
Nová Ves är en ort i Tjeckien.   Den ligger i regionen Södra Böhmen, i den sydvästra delen av landet, 130 km söder om huvudstaden Prag. Nová Ves ligger 559 meter över havet och antalet invånare är 392.
Terrängen runt Nová Ves är kuperad åt sydväst, men åt nordost är den platt. Runt Nová Ves är det ganska tätbefolkat, med 60 invånare per kvadratkilometer. Närmaste större samhälle är České Budějovice, 16,8 km öster om Nová Ves. I omgivningarna runt Nová Ves växer i huvudsak blandskog.